# Misery
Misery és una pel·lícula estatunidenca dirigida el 1990 per Rob Reiner. Segons Stephen King, es tracta d'una de les millors adaptacions de les seves novel·les. Kathy Bates, que interpreta el paper d'Anny Wilkes, es va emportar l'Oscar a la millor actriu amb aquest paper. El realitzador, que ja ha adaptat novel·les de Stephen King al cinema, sobretot Stand by me, va saber fer pujar el suspens en aquesta pel·lícula, donant-li un to quasi d'Alfred Hitchcock.

## Argument
Un escriptor anomenat Paul Sheldon (James Caan) porta anys malgastant el seu talent amb unes històries romàntiques, de gran èxit comercial, sobre una dona anomenada Misery. Fart de tot això, mata el personatge, acaba amb les històries i es refugia a Colorado per escriure una novel·la seriosa. Finalitzada aquesta, es disposa a tornar, però en una carretera de muntanya, perd el control del seu cotxe i sofreix un accident en el qual queda mig mort. Una dona brusca i impetuosa, Annie Wilkes (Kathy Bates, Òscar i Globus d'Or a la millor actriu el 1991), gran admiradora de l'escriptor, el rescata, se l'emporta a casa seva i en té cura. Obsessionada amb el personatge de Misery, reté Sheldon per obligar-lo a escriure una nova història en la qual ressusciti el personatge.

## Repartiment
- James Caan: Paul Sheldon
- Kathy Bates: Anny Wilkes
- Lauren Bacall: Maria Sindell
- Frances Sternhagen: Virginia
- Richard Farnsworth: Buster
- Graham Jarvis: Libby
- Jery Potter: Pete
- Tom Brunelle: el presentador de les notícies TV
- June Christopher: la presentadora de les notícies TV

## Premis
- Òscar a la millor actriu per Kathy Bates, 1990
- Globus d'Or a la millor actriu dramàtica 1990 per Kathy Bates
- L'American Film Institute va nominar Annie Wilkes en el lloc 17 a l'AFI's 100 Yearscom a 100 Heroes and Villains.